# Зурабян, Тельман Суренович
Тельман Суренович Зурабян (15 января 1934 года, Тбилиси — 3 ноября 1979 года, Москва) — советский и армянский журналист, писатель-искусствовед. Автор книг и статей об армянском изобразительном искусстве и художниках.

## Биография
Зурабян Тельман Суренович родился в 1934 году в Тбилиси, в семье инженера-строителя Сурена Ивановича Зурабяна, который был репрессирован в 1937 году, реабилитирован в 1956 году посмертно.
Тельман Зурабян окончил в 1952 году тбилисскую школу № 14, в 1961 году окончил Московский инженерно-строительный институт. Работал по специальности в Тбилиси и Москве (1961—1963 годы). С 1963 года посвятил себя литературе: работал внештатным корреспондентом журнала «Наука и религия», печатался в центральных и республиканских газетах и журналах. Работал собственным корреспондентом Гостелерадио Армянской ССР в Москве. Член Союза журналистов СССР, член комитета литераторов, член Союза художников Армянской ССР.
Третьего ноября 1979 года Тельман Зурабян скоропостижно скончался в Москве. По завещанию Т. Зурабяна похоронили в Армении в Ереване на Советашенском кладбище.